# Королівська капела (Гранада)
Королівська капела (ісп. La Capilla Real de Granada, Capilla Real) — усипальниця католицьких королів Ізабели Кастильської й Фердинанда Арагонського, що примикає до Гранадського собору.

## Історія
Будівництво капели почалось 13 вересня 1504 року й тривало до 1517. Капела присвячена святим Івану Хрестителю та Івану Євангелісту.
Окрім католицьких королів у капелі спочивають тіла їхньої другої дочки королеви Хуани Божевільної та її чоловіка Філіпа Вродливого.
Інші поховання:
- Мігель да Паш (інфант Мігель), син інфанти Ізабели Астурійської (першої дочки католицьких монархів) і Мануела I Португальського. Помер у Гранаді 1500 у дворічному віці, деякий час був спадкоємцем корон Іспанії та Португалії
- Також у капелі були поховані Ізабелла Португальська, інфанти Фердинанд і Хуана, а також королева Марія Португальська, втім 1574 року їх було перепоховано в Ескоріалі за наказом короля Філіпа II.

## Архітектура

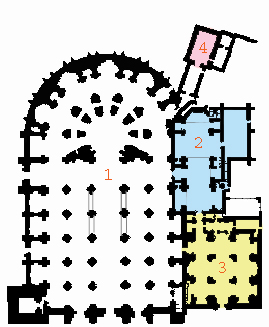
1. Собор. 2. Королівська капела

Королівська капела примикає до Гранадського собору, втім не складає з ним архітектурної єдності. У плані вона має одну наву, 8-кутний пресбітерій, якому передує кафедра, а також хори. Вона має єдиний фасад, трьома рештою сторін примикаючи впритул до собору, табернаклю та захристя.
Будівля є найбільшою поховальною капелою в Іспанії. Завдяки щедрості ченців вона також відзначається особливою пишністю. Є однією з останніх пам'яток стилю ісабеліно в Іспанії.